# Timex Open
O Timex Open foi um torneio torneio masculino de golfe no circuito europeu da PGA, que se realizou nos anos de 1983 e 1984, no Biarritz Golf Club, em Biarritz, França. O torneio existia antes disso e foi vencido pelo Géry Watine em 1980, 1981 e 1982.

## Campeões
Como torneio do Circuito Europeu
| Ano  | Campeão            | País      | Local | Par | Margem de vitória | Vice-campeão(ões)             |
| ---- | ------------------ | --------- | ----- | --- | ----------------- | ----------------------------- |
| 1984 | Michael Clayton    | Austrália | 260   | −16 | 3 tacadas         | Peter Teravainen Sam Torrance |
| 1983 | Manuel Ballesteros | Espanha   | 262   | −14 | 2 tacadas         | Nick Faldo                    |

Antes da sanção ao Circuito Europeu
- 1982: Géry Watine –  França
- 1981: Géry Watine –  França
- 1980: Géry Watine –  França